# 형주 공방전
적벽대전 이후 주유는 공안을 유비에게 주었고, 유비는 이것이 부족하다 여겨 강릉을 임대하였다. 또한 유비가 형남 4군을 먹는 것을 묵인하였는데, 주유를 견제하려던 손권의 의도로 보인다. 주유는 유비가 세지는 것이 두려워 함께 익주를 공략해 유비의 전력을 소모시키는 작전을 시행하려 하지만 뜻이 이루어지기 전에 병사하고 그 자리에 노숙이 임명된다. 노숙은 천하이분지계를 주장하면서도 유비의 필요성을 인정하였고, 강릉을 빌려준 것도 노숙이었다. 그러나 유비가 익주를 점령하자 유비에게 빌려준 근거지 강릉등의 형주를 돌려달라고 한다. 유비는 옹량주를 병합하고 강릉을 돌려주겠다는 회신을 보냈고, 이에 양국 간에 전쟁 분위기가 감돌게 된다. 만일 전쟁이 일어난다면, 유비는 장사에서 손권을 공격하면 되고 이러면 손권이 곤란해지는 상황이었기에, 손권이 여몽에게 영릉, 장사, 계양을 빼앗게 한다. 이를 들은 유비는 관우를 돕기 위해 5만을 이끌고 익양으로 갔으며, 관우는 노숙과의 대담에서 노숙의 논리에 한마디도 대꾸하지 못한다.(익양 대치) 이즈음 조조가 한중을 먹었기에 유비는 익주를 지키려 손권과 강화하여 상수를 경계로 형주를 분할한다. 218년, 유비는 한중을 쳤는데, 초반에는 고전했지만 조조의 장수 하후연을 참살하고 장합 등을  패배시키면서 한중을 점령하고 이 참에 북벌을 감행한다. 그러나 관우는 제갈량의 융중대책에서 비롯된 이 계획을 자신이 주인공인 군사적 모험으로 왜곡하고, 결국 초반에는 때마침 쏟아진 홍수로 군이 통째로 전몰된 우금과 방덕을 이기고 번성을 포위했으나 조인과 만총이 그곳을 잘 지키자 형주병까지 동원하여, 형주병은 고립된 비정규군 신세가 된다. 조조는 이때 업으로 천도하려 했지만, 장제와 사마의가 계책을 내어 오군을 끌어들이게 하였고, 손권은 여몽을 시켜 우선 형주의 수비병을 안심시키기 위해 소수의 병력을 장사치로 변장시키고 수비병들을 안심시키게 한다. 이 때 미방은 관우가 자신의 죄를 물을까 두려워 손권과 내통하여 즉각 항복했고, 부사인은 항복하지 않으려 했으나 우번의 회유와 여몽의 압박으로 결국 울면서 항복한다. 손권은 조조에게 서신을 보내 비밀(오군 출정)을 지키라고 한다. 조조는 번성의 포위를 풀기 위해 관우에게 이를 알려주지만 관우는 이를 묵살한다. 이 와중에 촉병들 사이에서 여몽이 형주를 점령했다는 말이 퍼지자 군심이 동요한다. 결국 몇 백 기밖에 남지 않은 관우는 돌파하여 맥성으로 후퇴하다가 임저에서 마충,반장 등의 매복에 걸려 마충에게 포박되어 오나라왕 손권 앞에서 아들 관평과 함께 참수된다. 이 소식을 들은 유비는 성도의 병력(최대 10민)과 무릉만이들의 번병을 합해 형주를 수복하려 하나 효정에서의 작은 승리 이후 진을 잘못 쳐서 육손의 화공에 당해 몇백 기만 이끌고 백제성으로 피신한다. 결국 타지에서 병이 든 유비는 백제성에서 문무백관이 보는 앞에서 유언을 남기고 세상을 떠난다. 이후 제갈량의 융중대책은 백지화된다.
형주 공방전 직후 조조는 사망하고, 조비가 후한 헌제에게 선양을 받아 위 황조를 개창함으로써 30여년간의 후한 말은 종언을 고한다.